# تجمع المدلاة (يبعث)

تعديل مصدري - تعديل

تجمع المدلاة هي إحدى قرى عزلة يبعث بمديرية يبعث التابعة لمحافظة حضرموت، بلغ تعداد سكانها 58 نسمة حسب تعداد اليمن لعام 2004.